# Sông Saint Clair
Sông Saint Clair (St. Clair) (tiếng Pháp: Rivière Sainte-Claire) là một con sông dài 65,2 km nằm ở trung tâm Bắc Mỹ chảy từ hồ Huron và đổ vào hồ St. Clair, là biên giới tự nhiên giữa tỉnh Ontario và bang Michigan. Con sông này là một thành phần quan trọng trong hệ thống Ngũ Đại Hồ, cùng với các kênh cho phép các tàu thuyền đi lại giữa hệ thống Ngũ Đại Hồ.